# Maria Tyyster
Eeva Maria Tyyster (Lappeenranta, 15 agosto 1988) è una cantante finlandese.

## Biografia
Maria Tyyster è salita alla ribalta nel 2014 con la sua incoronazione a regina al festival del tango e della musica schlager finlandese Seinäjoen Tangomarkkinat, che le ha fruttato un contratto discografico con la Sony Music Finland. In precedenza aveva partecipato al festival per tre edizioni fra il 2009 e il 2011, arrivando in finale in due occasioni. Oltre all'attività di cantante, Maria Tyyster ha ottenuto il grado di Tenente nell'Esercito Finlandese e lavora come personal trainer.

## Discografia

### Album in studio
- 2012 – Maria Tyyster
- 2015 – Suukko saa siivet
- 2021 – Uuden aamun lauluja

### Singoli
- 2014 – Tulisuudelma (con Teemu Rovainen)
- 2015 – Suukko saa siivet
- 2016 – Hauras
- 2018 – Ei kätellä
- 2019 – Palanen
- 2020 – Ihanin pallo jalassa
- 2021 – Tuulen selkään
- 2021 – Mä lähden stadiin
- 2021 – Polttaa (feat. Kyösti Mäkimattila)